# Luciano Becchio
Luciano Héctor Becchio (ur. 28 grudnia 1983 w Córdobie) – argentyński piłkarz, obecnie asystent pierwszego trenera w Atlético Baleares.